# 南溫德姆 (康乃狄克州)
南溫德姆（英語：South Windham）是位於美國康乃狄克州溫德姆縣的一個村落。該地的面積和人口皆未知。

## 地理
南溫德姆的座標為41°40′46″N 72°10′13″W / 41.679444444444°N 72.170277777778°W，而該地的平均海拔高度為49米（即161英尺）。